# Mediterranean Expeditionary Force
La Mediterranean Expeditionary Force (MEF, in italiano "forza di spedizione mediterranea") era l'insieme delle forze dell'esercito britannico impegnate durante la prima guerra mondiale nel teatro di guerra del Mediterraneo. Venne costituito inizialmente per dirigere la campagna dei Dardanelli.

## Storia
Venne costituita nel marzo 1915. Il MEF è stato originariamente comandato dal generale Ian Hamilton fino a quando non è stato esonerato a causa del fallimento della Divisione 29 a Gallipoli. Il comando passò brevemente al generale William Birdwood, comandante del corpo d'armata di Australia e Nuova Zelanda, ma per il resto della campagna di Gallipoli fu il generale Charles Monro a guidare il MEF.
Mentre il teatro di Gallipoli era l'unico fronte di guerra attivo nel Mediterraneo, la dicitura "Mediterranean Expeditionary Force" era utilizzata per riferirsi alle forze di Gallipoli. Con l'apertura del fronte di Salonicco nel mese di ottobre del 1915, il MEF comprese sia l'esercito dei Dardanelli ("Dardanelles Army" situato a Gallipoli), sia il contingente di Salonicco ("Salonika Army") sul fronte macedone.
Quando Salonicco divenne l'unico teatro di operazioni nel Mediterraneo il MEF era comandato dal generale Archibald Murray, che aveva base in Egitto e il cui comando era coinvolto anche nella difesa del canale di Suez dagli attacchi turchi. Quando l'importanza del fronte del Sinai crebbe, venne costituita una sede separata chiamata forza di spedizione egiziana (marzo 1916).
Si ritiene che quando il Segretario di Stato britannico per la Guerra, Lord Kitchener, stava organizzando l'operazione militare nel Mediterraneo, avesse in mente di nominarla "Constantinople Expeditionary Force". Tuttavia, il generale Hamilton suggerì che questa denominazione potesse portare sfortuna, annotando nel suo diario: "L'ho pregato di cambiarla per evitare possibili ostacoli del destino".